# Hymenophyllum edanoi
Hymenophyllum edanoi är en hinnbräkenväxtart som först beskrevs av Edwin Bingham Copeland, och fick sitt nu gällande namn av Conrad Vernon Morton. Hymenophyllum edanoi ingår i släktet Hymenophyllum och familjen Hymenophyllaceae. Inga underarter finns listade.